# 比拉夫洛尔
比拉夫洛尔（西班牙語：Vilaflor），是西班牙加那利群岛圣克鲁斯-德特内里费省的一个市镇。总面积56.26平方公里，总人口1615人（2017年），人口密度30人/平方公里。

## 人口
| 比拉夫洛尔历史人口变化 |
|                        |
| 来源：加那利群岛统计局 |

## 图集

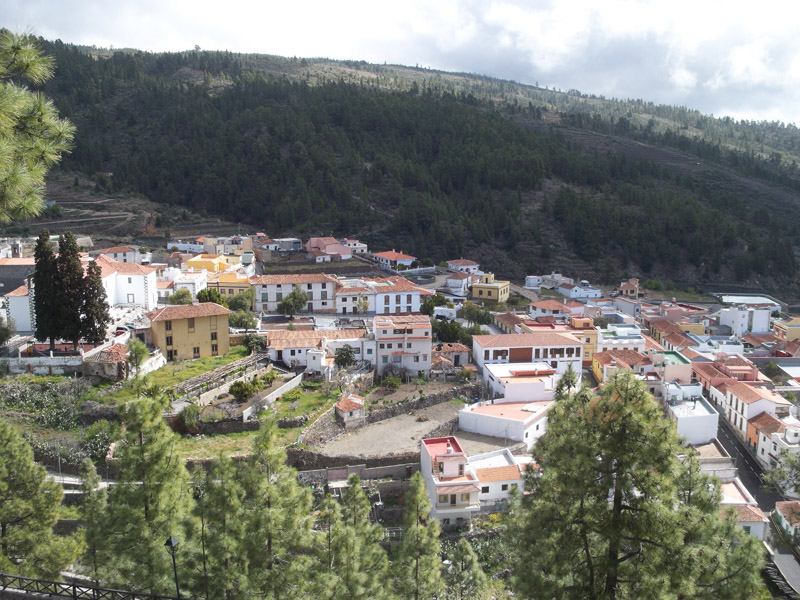
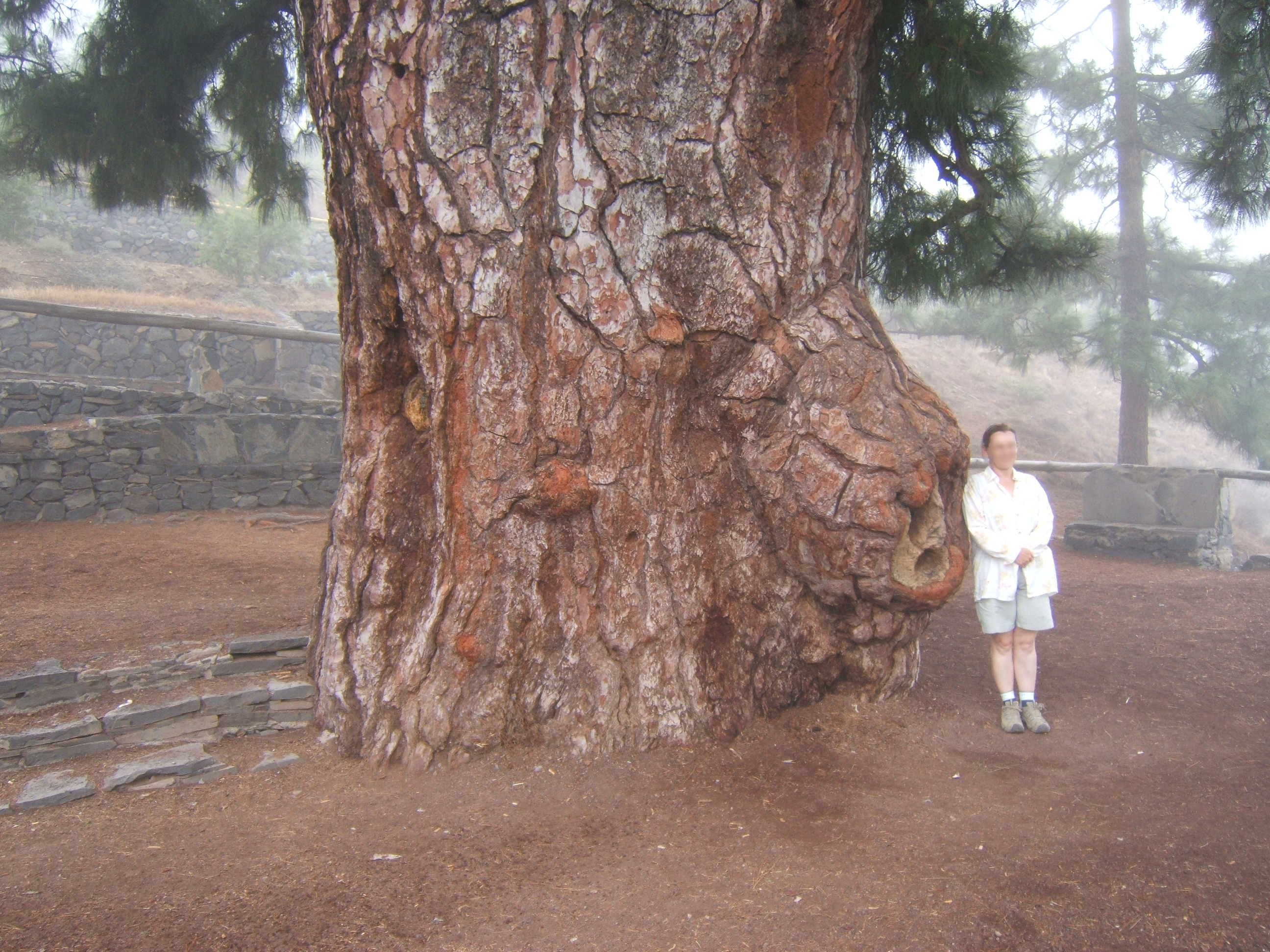
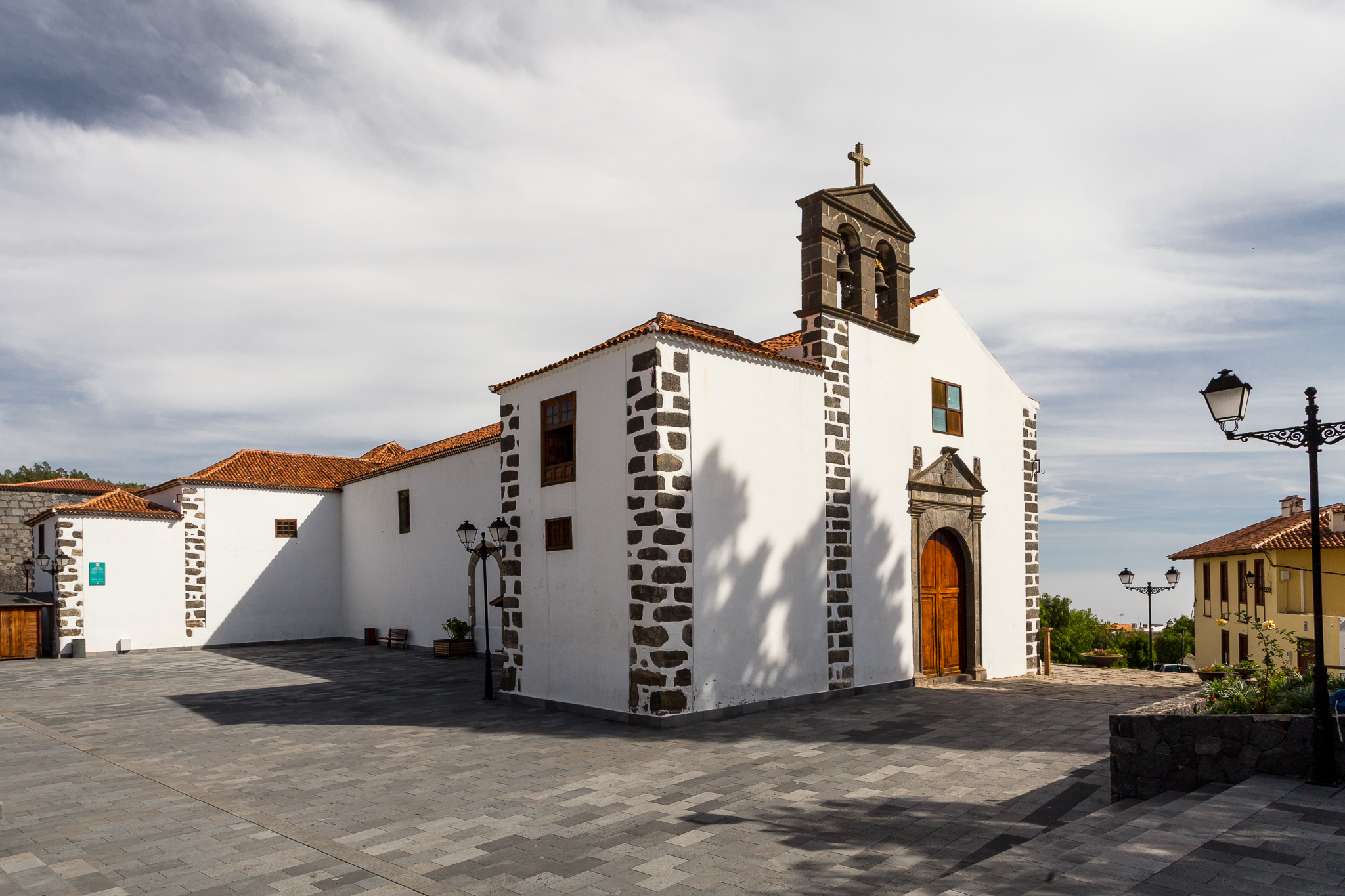
教堂
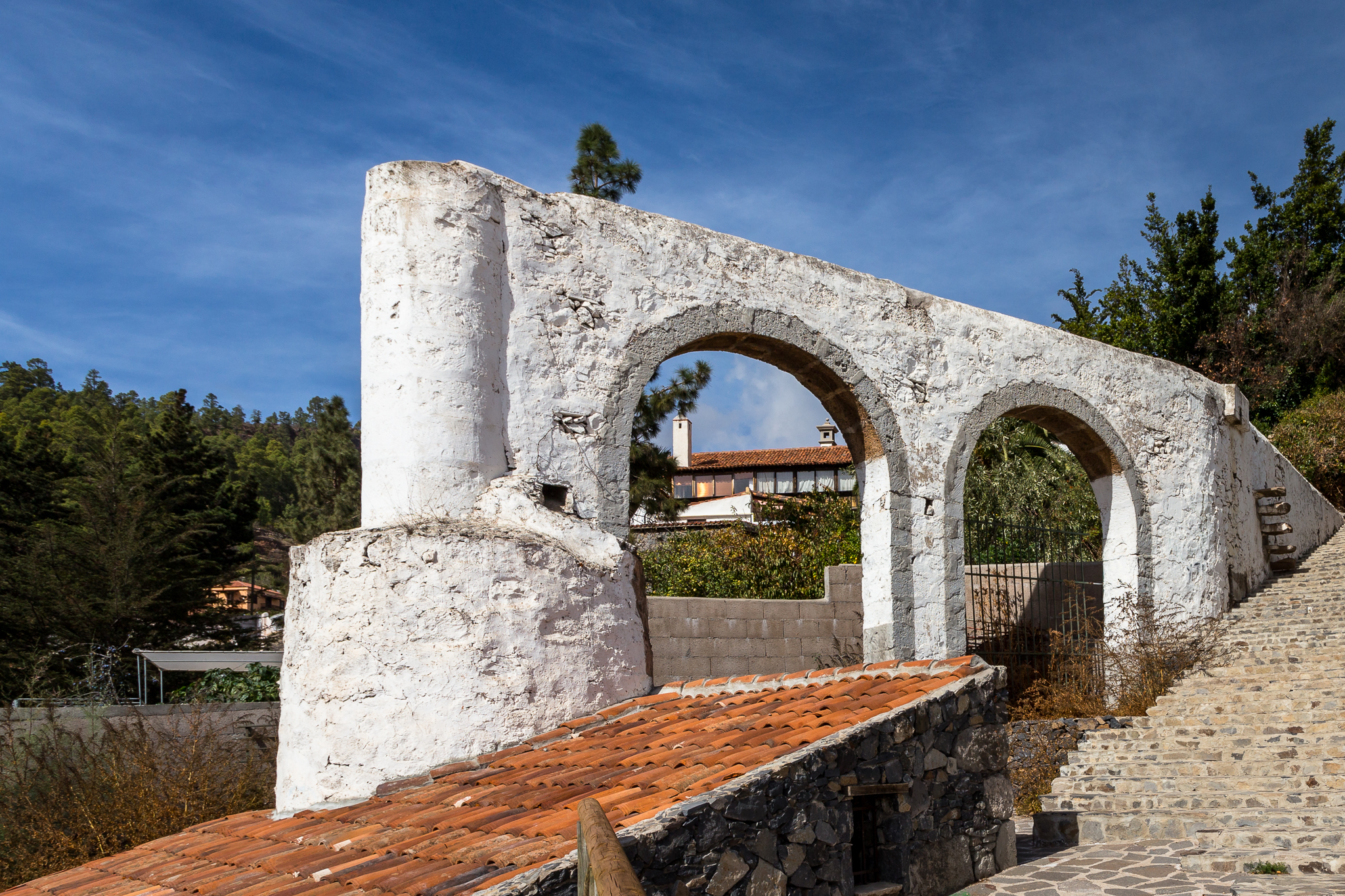